# اعتراضات ۲۰۲۲ قره‌قالپاقستان
اعتراضاتی در منطقه خودمختار قره‌قالپاقستان در ازبکستان از ۱ تا ۳ ژوئیه ۲۰۲۲ به دلیل انجام همه‌پرسی اصلاحات پیشنهادی شوکت میرضیایف، رئیس‌جمهور ازبکستان، که در قانون اساسی ازبکستان وارد کرده بود تا به وضعیت منطقه قره‌قالپاقستان به عنوان یک منطقه خودمختار ازبکستان که حق جدایی از ازبکستان را دارد پایان دهد، آغاز شد.
یک روز پس از آغاز اعتراضات در نوکاث، پایتخت قره‌قالپاقستان که دولت اعلام کرد معترضان تلاش کرده‌اند به ساختمان‌های دولتی یورش ببرند. رئیس‌جمهور میرضیایف اصلاحات قانون اساسی را پس گرفت.
علی‌رغم امتیازاتی که دولت ازبکستان برای حفظ خودمختاری قره‌قالپاقستان داده بود، در ۲ ژوئیه اعتراض‌ها همچنان افزایش یافت و منجر به مسدود شدن اینترنت در سرتاسر قره‌قالپاقستان شد و رئیس‌جمهور میرضیایف، وضعیت اضطراری را در این منطقه اعلام کرد.

## اعتراضات
در ۱ ژوئیه ۲۰۲۲، هزاران نفر علیه اصلاحات پیشنهادی قانون اساسی در شهر نوکاث، پایتخت قره‌قالپاقستان و در سراسر منطقه تظاهرات کردند. خبرگزاری ترکمن. گزارش داد که در نتیجه اعتراضات، حضور گارد ملی ازبکستان در دو شهر در قره‌قالپاقستان تقویت شده است. علت اعتراضات دیگر توسط شبکه یورو آسیا اعلام شد که دستگیری دولتمراد تاجیمرادوف، وکیل و روزنامه‌نگار قره‌قالپاقستان هنگامیکه قرار بود به مردم تظاهرکننده بپردازد بوده است.
یک روز پس از اعتراضات، میرضیایف موافقت کرد که اصلاحات قانون اساسی در مورد خودمختاری قره‌قالپاقستان را پس بگیرد. در همان زمان، دولت قره‌قالپاقستان مدعی شد که معترضان تلاش کرده‌اند به ساختمان‌های دولتی یورش ببرند. متعاقباً دسترسی به اینترنت در قره‌قالپاقستان مسدود شد و دولت ازبکستان در منطقه وضعیت اضطراری اعلام کرد.
تا ۴ ژوئیه ۲۰۲۲، پولاد آهنوف، سیاستمدار اپوزیسیون، خاطرنشان کرد که به نظر می‌رسد وضعیت به دنبال وضعیت اضطراری و اعمال مقررات منع آمد و شد توسط دولت ازبکستان تثبیت شده است، اما همزمان ابراز نگرانی کرد که ناآرامی‌ها ممکن است به یک درگیری قومی بین ازبک‌ها و قالپاق‌ها تبدیل شود. وی گفت: «به‌طور کلی، من فکر می‌کنم که وضعیت در حال شروع به ثبات است، اما خطر دیگری وجود دارد. حقایقی از درگیری‌های قومی بین قالپاق‌ها و ازبک‌ها وجود داشته است. . . . این وضعیت به قره‌قالپاقستان ربط ندارد، بلکه موضوع درگیری بین قره‌قالپاق‌ها و ازبک‌ها خواهد بود.»
در آخر هفته ۱ تا ۲ ژوئیه ۲۰۲۲، میرضیایف دو بار از قره‌قالپاقستان بازدید کرد، و علناً چهره‌های طرفدار دولت قره‌قالپاق را به دلیل عدم اطلاع از مخالفت عمومی با قوانین از قبل مورد انتقاد قرار داد. وی در پی جلسه چهارم ژوئیه با نمایندگان قره‌قالپاق مدعی شد که رهبران معترضان برای به دست آوردن تسلیحات تلاش کرده‌اند و ساختمان‌های دولتی محلی را تحت کنترل خود درآورند و همچنین گفت: «این افراد با سوء استفاده از برتری عددی خود به مأموران اجرای قانون حمله کردند. آنها را به شدت مورد ضرب و شتم قرار داده و جراحات شدیدی وارد کرده‌اند.» به گفته میرضیایف، وی با رئیس شورای اروپا، شارل میشل، دیدار داشت تا تحقیقات مستقل دربارهٔ ناآرامی‌ها را مورد بحث قرار دهد. او بار دیگر «باندهای جنایتکار» را عامل خشونت دانست.

### تلفات
نگرانی‌های گسترده‌ای در مورد احتمال تلفات زیاد در نتیجه اعتراضات وجود دارد. رئیس‌جمهور میرضیایف اعتراف کرده است که تلفات در میان غیرنظامیان و نیروهای امنیتی رخ داده است و مدعی است که آشوبگران «اقدامات مخرب» انجام داده‌اند. پولات آهونوف به رویترز گفت که حداقل پنج نفر جان خود را از دست داده‌اند.
سلطان بک ضیایف، وزیر بهداشت قره‌قالپاقستان، گفت که بیمارستان‌های نوکوس مملو از معترضانی است که در درگیری با نیروهای امنیتی مجروح شده‌اند و «هزاران» نفر در بیمارستان بستری شده‌اند.
در ۴ ژوئیه، دفتر دادستانی کل ازبکستان گزارش داد که ۱۸نفر در نوکوس کشته و ۲۴۳نفر زخمی شده‌اند، اگرچه چهره‌های مخالف اعلام کرده‌اند که تعداد واقعی به احتمال زیاد بسیار بیشتر است. داورون جومانازاروف، سخنگوی گارد ملی ازبکستان، گفت که در مجموع ۵۱۶ نفر در تاریخ اول و دوم ژوئیه بازداشت شده‌اند
به گفته عفو بین‌الملل، نیروهای امنیتی ظاهراً گلوله‌های لاستیکی را به سمت جمعیت شلیک کردند و گزارش‌های تأیید نشده‌ای از پرتاب بمب‌های دودزا و گاز اشک‌آور توسط هواپیماهای بدون سرنشین بر روی معترضان وجود داشت. عفو بین‌الملل گفت که مقامات استفاده از بمب‌های دودزا و گاز اشک‌آور را تأیید کرده‌اند.
ویدیویی که در رسانه‌های اجتماعی منتشر شده است ظاهراً مقدار زیادی خون را در خیابان در نوکوس نشان می‌دهد. بعداً توسط رسانه‌های محلی ادعا شد که رنگ قرمز موجود در این ویدئو نتیجه اسپری کردن ماشین‌های آبی رنگ قرمز توسط پلیس است. با این حال، عفو بین‌الملل خاطرنشان کرده است که به دلیل قطعی اینترنت، تأیید این ویدیو و اینکه آیا آن خون بوده یا نه، غیرممکن است. آگنیشکا پیکولیچکا، روزنامه‌نگار لهستانی که این ویدئو را به اشتراک گذاشت بعداً به دلیل انتشار اخبار جعلی عذرخواهی کرد. به گزارش رویترز، این تظاهرات مرگبارترین اعتراضات از زمان کشتار اندیجان در سال ۲۰۰۵ بود که در آن ۱۷۳ نفر بر پایه برآوردهای دولتی، کشته شدند.